# Teterivske, Ivankiv
Teterivske (în ucraineană Тетерівське) este o comună în raionul Ivankiv, regiunea Kiev, Ucraina, formată numai din satul de reședință.

## Demografie
Componența lingvistică a comunei Teterivske
     Ucraineană (98,08%)
     Rusă (1,65%)
     Alte limbi (0,27%)
Conform recensământului din 2001, majoritatea populației comunei Teterivske era vorbitoare de ucraineană (98,08%), existând în minoritate și vorbitori de rusă (1,65%).